# Chris Bourque
Christopher Ray „Chris“ Bourque (* 29. Januar 1986 in Boston, Massachusetts) ist ein ehemaliger US-amerikanisch-kanadischer Eishockeyspieler, der im Verlauf seiner aktiven Karriere zwischen 2004 und 2022 unter anderem 51 Spiele für die Washington Capitals, Pittsburgh Penguins und Boston Bruins in der National Hockey League (NHL) auf der Position des linken Flügelstürmers bestritten hat. Mit den Hershey Bears aus der American Hockey League (AHL), in der er insgesamt 932 Begegnungen absolvierte, gewann Bourque dreimal den Calder Cup und war zweimal Topscorer der Liga. Er ist der Sohn von Hall-of-Fame-Mitglied Ray Bourque. Sein jüngerer Bruder Ryan war ebenfalls professioneller Eishockeyspieler.

## Karriere
Bourque begann seine Karriere im Team der Boston University im Spielbetrieb der National Collegiate Athletic Association (NCAA), bevor er beim NHL Entry Draft 2004 als 33. in der zweiten Runde von den Washington Capitals aus der National Hockey League (NHL) ausgewählt (gedraftet) wurde. Von den Hauptstädtern wurde der Linksschütze zunächst bei den Portland Pirates sowie den Hershey Bears in der American Hockey League (AHL) eingesetzt, im November 2007 wurde er dann erstmals in den NHL-Kader der Capitals berufen. Insgesamt absolvierte er in dieser Spielzeit vier Spiele für die Hauptstädter, die ihn zu Beginn der folgenden Saison wieder zurück zu den Bears in die AHL schickten. Sein erstes NHL-Tor erzielte der linke Flügelstürmer am 30. Dezember 2008 gegen die Buffalo Sabres, absolvierte insgesamt aber nur acht Spiele für die Capitals. Die Saison 2009/10 begann der Angreifer bei den Pittsburgh Penguins, die ihn im September 2009 über den Waiver verpflichtet hatten. Im Dezember desselben Jahres setzten ihn die Penguins ebenfalls auf die Waiver-Liste, von der ihn die Capitals verpflichteten und in der Folge erneut bei den Hershey Bears einsetzten.

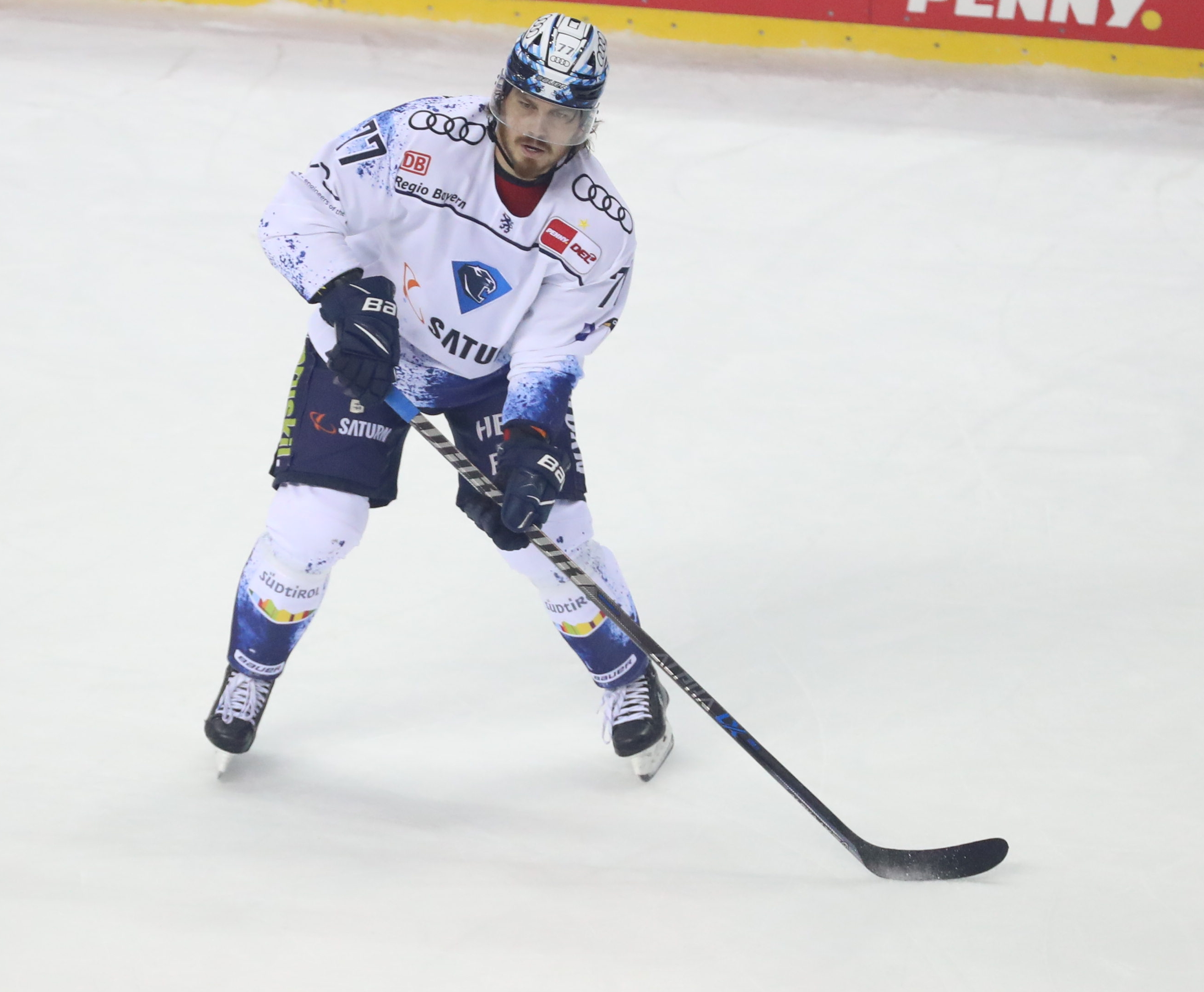
Bourque im Trikot des ERC Ingolstadt (2021)

Nach Saisonende unterzeichnete Bourque einen Zweijahresvertrag bei Atlant Moskowskaja Oblast aus der Kontinentalen Hockey-Liga (KHL). Nach acht Spielen für Atlant verließ er die KHL Anfang Oktober 2010 und wurde vom Schweizer Klub HC Lugano unter Vertrag genommen. Am 2. Juli 2011 unterzeichnete Bourque erneut einen Kontrakt für ein Jahr bei den Washington Capitals. Die gesamte Saison 2011/12 verbrachte der Stürmer allerdings bei deren AHL-Farmteam Hershey Bears und avancierte mit 93 Zählern in der regulären Saison zum erfolgreichsten Punktesammler der Spielzeit. Am 26. Mai 2012 transferierten ihn die Washington Capitals im Austausch für Zach Hamill zu den Boston Bruins. Während der folgenden Spielzeit kam er sowohl für die Providence Bruins in der AHL, als auch die Boston Bruins in der NHL zum Einsatz. Während der Stanley-Cup-Playoffs 2013 wurde Bourque vom KHL-Klub Ak Bars Kasan für die folgende Saison verpflichtet. Im November 2013 verließ er Kasan wieder und wechselte abermals in die Schweiz zum EHC Biel, wo er den Rest der Saison verbrachte. Im Juli 2014 wurde er als Free Agent von den New York Rangers verpflichtet, wo er auf seinen Bruder Ryan traf. Im Rahmen der Vorbereitung auf die Saison 2014/15 gaben ihn die Rangers an ihr AHL-Farmteam Hartford Wolf Pack ab.
Nach einem Jahr in Hartford, in dem er zu keinem NHL-Einsatz kam, unterzeichnete er einen Einjahresvertrag bei den Washington Capitals, die ihn erneut bei den Hershey Bears in der AHL einsetzen. Dort konnte er an frühere Leistungen in Hershey anknüpfen und wurde mit 30 Toren und 50 Vorlagen bereits zum zweiten Mal zum Topscorer der Liga, sodass er mit der John B. Sollenberger Trophy ausgezeichnet wurde. Außerdem kürte man ihn mit dem Les Cunningham Award zum wertvollsten Spieler der regulären Saison und wählte ihn – wie bereits im Vorjahr – ins AHL First All-Star Team. Nach der Saison 2016/17 unterzeichnete Bourque einen neuen, rein auf die AHL beschränkten Einjahresvertrag in Hershey. Nach drei Jahren in Hershey wechselte er schließlich zur Saison 2018/19 innerhalb der Liga zu den Bridgeport Sound Tigers.
Im Frühjahr 2019 erhielt er dort keinen neuen Vertrag und wechselte daraufhin im Mai 2019 zum EHC Red Bull München. Die Saison in München verlief für Bourque erfolgreich, denn die Roten Bullen beendeten die Hauptrunde auf dem ersten Platz und er punktete in 51 Hauptrundenspielen 47-mal (17 Tore) und führte zudem die Plus/Minus-Statistik mit einem Wert von +26 an. Jedoch wurden die Playoffs 2020 wegen der COVID-19-Pandemie abgesagt und kein deutscher Meister ermittelt. In seinen insgesamt zwei Jahren in München verpasste er nur eine Partie und sammelte in insgesamt 91 DEL-Einsätzen 91 Scorerpunkte (25 Tore, 66 Assists). Im Mai 2021 entschloss er sich zu einem Wechsel innerhalb der DEL zum ERC Ingolstadt und lief 54-mal im Ingolstädter Trikot auf. Dabei gelangen ihm 46 Scorerpunkte, davon 17 Tore und 29 Vorlagen. Anschließend beendete er seine Karriere im Sommer 2022 im Alter von 36 Jahren und wurde als Scout von den Toronto Maple Leafs aus der NHL angestellt.

### International
Bourque läuft international seit seiner Jugend für sein Geburtsland auf und nicht für die kanadische Heimat seines Vaters. Mit der U20-Nationalmannschaft der USA nahm er an den U20-Weltmeisterschaften 2005 und 2006 teil und belegte dabei jeweils den vierten Platz. Für die A-Nationalmannschaft debütierte er im Rahmen des Deutschland Cup 2013, bevor er zum Aufgebot des Team USA bei den Olympischen Winterspielen 2018 gehörte. Dort erreichte die Mannschaft, die ohne NHL-Spieler antrat, den siebten Platz.

## Erfolge und Auszeichnungen
| - 2006 Calder-Cup-Gewinn mit den Hershey Bears - 2009 Teilnahme am AHL All-Star Classic - 2009 Calder-Cup-Gewinn mit den Hershey Bears - 2010 Calder-Cup-Gewinn mit den Hershey Bears - 2010 Jack A. Butterfield Trophy - 2012 Teilnahme am AHL All-Star Classic - 2012 AHL First All-Star Team - 2012 John B. Sollenberger Trophy - 2013 Teilnahme am AHL All-Star Classic | - 2015 Teilnahme am AHL All-Star Classic - 2015 AHL First All-Star Team - 2016 Teilnahme am AHL All-Star Classic - 2016 Les Cunningham Award - 2016 John B. Sollenberger Trophy - 2016 AHL First All-Star Team - 2017 Teilnahme am AHL All-Star Classic - 2018 Teilnahme am AHL All-Star Classic |

### International

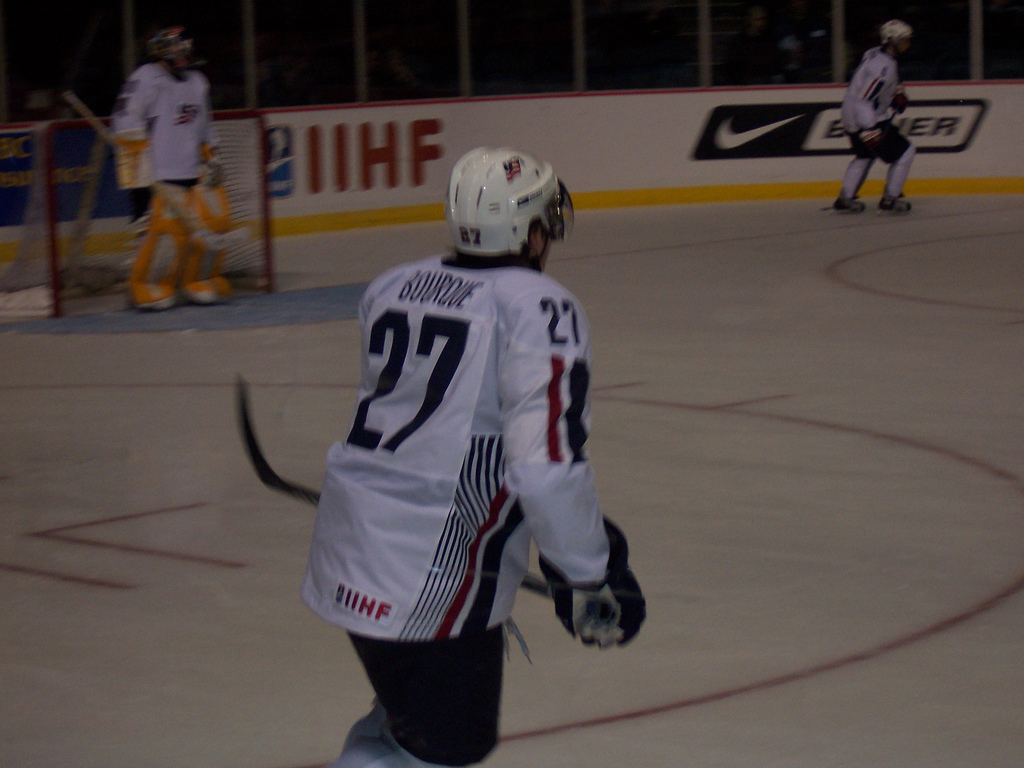
Bourque als Spieler der US-amerikanischen U20-Nationalmannschaft (2005)

- 2006 Bester Torschütze der U20-Junioren-Weltmeisterschaft

## Karrierestatistik

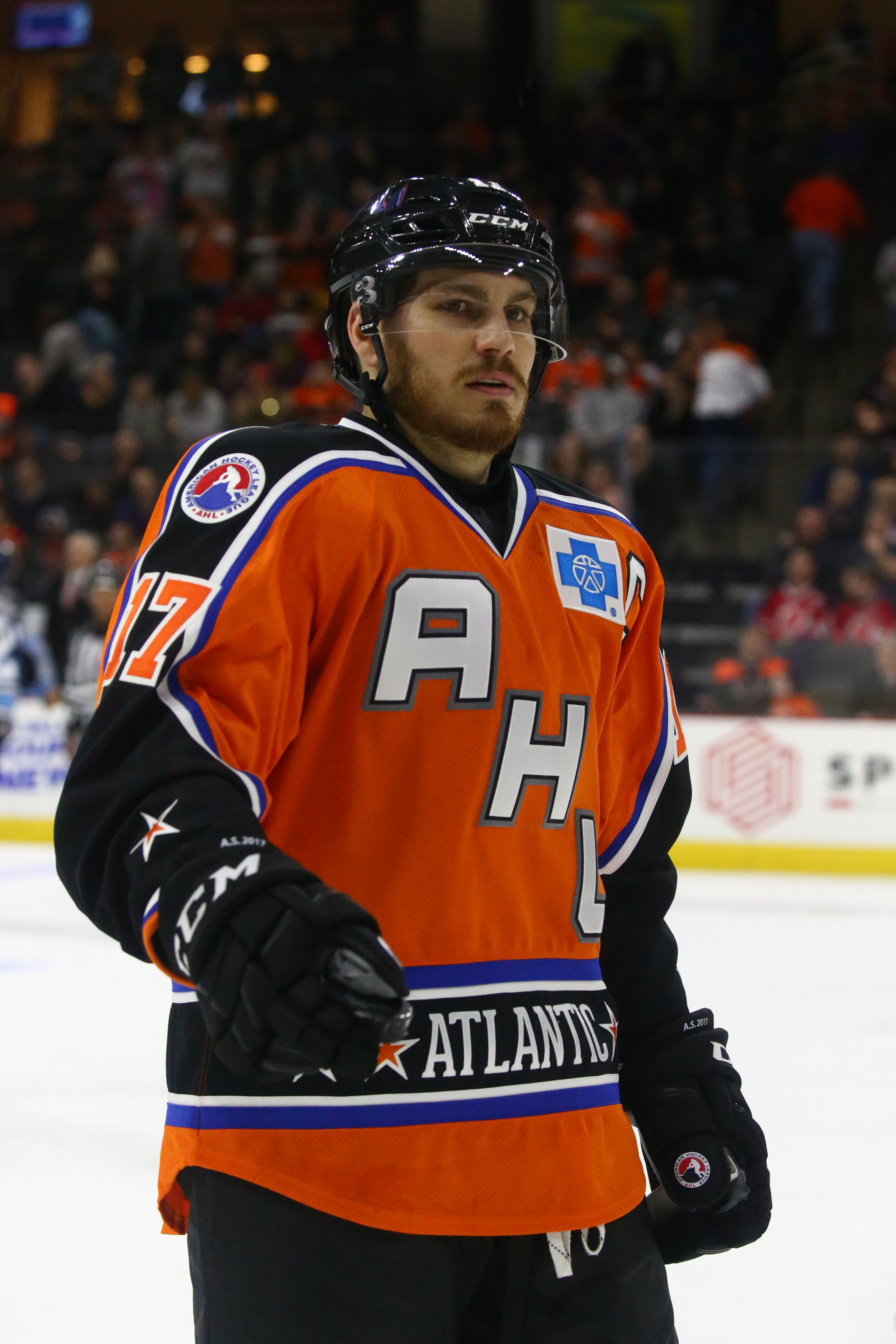
Chris Bourque beim AHL All-Star Classic 2017

### International
Vertrat die USA bei:
- U20-Junioren-Weltmeisterschaft 2005
- U20-Junioren-Weltmeisterschaft 2006
- Olympischen Winterspielen 2018

(Legende zur Spielerstatistik: Sp oder GP = absolvierte Spiele; T oder G = erzielte Tore; V oder A = erzielte Assists; Pkt oder Pts = erzielte Scorerpunkte; SM oder PIM = erhaltene Strafminuten; +/− = Plus/Minus-Bilanz; PP = erzielte Überzahltore; SH = erzielte Unterzahltore; GW = erzielte Siegtore; 1 Play-downs/Relegation; Kursiv: Statistik nicht vollständig)